# Elias Storm
Elias Simon Petter Storm (Stoccolma, 19 luglio 1979) è un ex calciatore svedese, di ruolo difensore.

## Carriera

### Club

#### Gli inizi al Djurgården
Storm cominciò la carriera professionistica con la maglia del Djurgården, per cui esordì nella Allsvenskan il 22 settembre 2002, quando fu titolare nel 6-3 inflitto al Norrköping. Il 30 agosto 2004 segnò la prima rete nella massima divisione svedese, contribuendo al successo per 0-2 sul campo dell'Örebro.

#### I prestiti
Nel 2005, Storm passò in prestito al GIF Sundsvall. Debuttò in squadra il 31 luglio dello stesso anno, giocando da titolare nel pareggio a reti inviolate in casa del Kalmar. A fine stagione, rientrò al Djurgården, giocando qualche altra partita di massima divisione, prima di passare all'Örgryte, sempre con la formula del prestito. Il primo incontro in squadra fu datato 21 agosto 2006, nel successo per 1-0 sul GAIS. La settimana successiva, segnò una rete nella sconfitta per 4-2 contro il Malmö.

#### Messianikos e Haugesund
Terminato anche questo prestito, Storm lasciò il Djurgården a titolo definitivo, accordandosi con i greci del Messianikos. L'esperienza fu breve ed il difensore firmò poi per i norvegesi dell'Haugesund, club militante in Adeccoligaen. Esordì in squadra il 12 agosto 2007, nel pareggio a reti inviolate contro lo Hønefoss. Il 22 agosto siglò la prima rete, nel successo per 1-3 sul campo del Mandalskameratene. Nello stesso anno, fu titolare nella finale di Coppa di Norvegia, persa però per 0-2 contro il Lillestrøm. Rimase in squadra per altre due stagioni, contribuendo alla promozione del campionato 2009.

#### Sirius e Stockholm Internazionale
Lasciato lo Haugesund e la Norvegia, Storm firmò per il Sirius per la stagione 2010. L'anno seguente, si accordò con lo FC Stockholm Internazionale scendendo in Division 7, ovvero il nono livello del calcio svedese. Nel 2012 ebbe anche una breve parentesi all'Enköpings SK in Division 1, ma rescisse dopo circa un mese e mezzo complice la precaria situazione finanziaria del club. Nel 2013 militò ancora nell'FC Stockholm Internazionale, squadra che nel frattempo era salita in Division 5.

## Palmarès

### Club

#### Competizioni nazionali
- Campionato svedese: 2

Djurgården: 2002, 2003
- Svenska Cupen: 2

Djurgården: 2002, 2004